# Království nebeské (film)
Království nebeské (v originálu Kingdom of Heaven) je koprodukční film režiséra Ridleyho Scotta z roku 2005. Jde o historický epos, odehrávající se na blízkém východě před třetí křížovou výpravou a líčí boje dvou náboženství o jejich posvátné město Jeruzalém – Království nebeské.
Hlavního hrdinu Baliana z Ibelinu hraje Orlando Bloom a dvě z vedlejších rolí si zde zahráli Liam Neeson a Jeremy Irons. Hlavní ženskou roli obsadila Eva Greenová.

## Obsah filmu
K mladému kováři Balianovi přijede do Francie, kde žije, jeho otec Godfrey z Ibelinu a nabídne mu, aby se s ním zúčastnil výpravy do Jeruzaléma – Království nebeského. Balian nakonec souhlasí, mimo jiné protože chce před Bohem očistit duši své manželky, která spáchala sebevraždu a zhřešila tak. Brzy po odjezdu z vesnice je ale výprava přepadena a Godfrey je při potyčce smrtelně raněn. Před svou smrtí ale předá Balianovi své přízvisko de Ibelin a dá mu i své území u Jeruzaléma. Mladý kovář tedy pokračuje bez otce dál.
Ale ani další cesta není bez nesnází. Loď, na níž se Balian plaví, ztroskotá a on jediný se zachrání. Když nalezne koně poblíž místa, kde se vyplavil z moře, nastane další problém. Zdejší šlechtic, který tudy právě projíždí, tvrdí, že koně na jeho území patří jemu a Balian s ním musí bojovat. Zabije ho, ale jeho sluhu Nasira ušetří a ten ho dovede až do Jeruzaléma, kde se Balian seznámí s vážně nemocným králem Baldwinem, jeho moudrým pobočníkem Tiberiem, s pyšným a krutým následníkem Guyem de Lusignan, jeho krásnou ženou a královou sestrou Sibylou, do které se Balian brzy zamiluje a i ona si velmi oblíbí jeho.
Zatímco žije Balian na své území se svými lidmi a těší se ze Sibyliny přítomnosti, bojechtivý Guy se s pomocí šlechtice Reynalda podněcuje vojenskými útoky spory mezi křesťany a muslimy. Situace mezi křesťany a muslimy, která byla i tak napjatá, se začíná hroutit. Saladin vytáhne s vojskem nejprve proti hradu Kerak. Balian je se svými věrnými kvůli ochraně vesničanů stahujících se za hradby nucen vyjet proti ohromné přesile a prohraje. Je však na oplátku ušetřen a propuštěn Nasirem, který je na straně muslimů a ukáže se, že není pouhý sluha, ale rádce Saladina a šlechtic, se kterým měl Balian potyčku byl naopak sluhou Nasira. Král Baldwin který také přitáhl před hrad, slíbí Saladinovi potrestat Reynalda, když hrad Kerak ušetří. Saladin se stáhne a křesťané odtáhnou do Jeruzaléma.
Král Baldwin umírá a boje propuknou naplno. Guy se po smrti svého malomocného syna Baldwina V. stane králem, propustí vězněného Reynalda a ten vyprovokuje Saladina tím, že mu zabije sestru. Guy následně zabije Saladinova vyjednavače, vyhlásí válku a rozhodne se vyslat z Jeruzaléma výpravu proti saracénům. Balian i Tiberias ho od toho zrazují, protože tuší, že všichni vojáci zahynou daleko od vodních zdrojů žízní. Guy však jejich rad nedbá a s většinou mužů vyjede. Po čase, když jsou bez vody vyčerpaní, je přepadne a pobije Saladinova armáda v bitvě u Hattínu.
Když se armáda dlouho nevrací, vyjedou se po nich Balian a Tiberias podívat a najdou místo krutého boje. Tiberias odjede na Kypr, protože ví, že boj s muslimy nemohou vyhrát, ale Balian zůstane a brání své lidi i celý Jeruzalém. Přestože jsou Saladinovi muži v přesile a mají obléhací věže, vzdoruje Balian s ostatními muži několik dní, než je zeď Jeruzaléma proražena. Poté Balian pod hrozbou úplného zničení Jeruzaléma od Saladina přijme bezpečný odchod křesťanů z Jeruzaléma výměnou za zachování jejich životů, města i památek. Balian po rozloučením s Nasirem, se kterým se vzájemně ctili, navždy odchází z Království nebeského. Se Sibylou Balian navštíví hrob své ženy, kde odmítne nabídku Richarda I. Lví srdce zúčastnit se třetí křížové výpravy za znovudobytí Jeruzaléma.

### Varianty filmu
Režisérský sestřih je delší o 48 minut (má celkem 192 minut), zatímco oficiální verze jen 144 minut. Delší verze kromě jiného obsahuje navíc zápletku o Baldwinovu synovi.

## Obsazení

### Hlavní role
| Orlando Bloom    | Balian z Ibelinu                      |
| Eva Greenová     | manželka Guye Sybilla                 |
| Jeremy Irons     | králův rádce a přítel Tiberias        |
| Liam Neeson      | Balianův otec baron Godfrey z Ibelinu |
| Ghassan Massoud  | Saladin                               |
| Edward Norton    | král Baldwin                          |
| Alexander Siddig | Saladinův pobočník Nasir              |
| Marton Csokas    | Guy de Lusignan                       |

### Vedlejší role
| Brendan Gleeson       | Reynald z Chatillonu |
| Nikolaj Coster-Waldau | vůdce vesnice        |
| Kevin McKidd          | anglický seržant     |
| Michael Sheen         | kněz                 |
| David Thewlis         | Godfreyův špitálník  |
| Khaled Nabawy         | Mullah               |

## Dabing
Michal Jagelka – Balian 
Jitka Moučková – Sybilla 
Jaromír Meduna – Godfrey 
Pavel Rímský – Tiberias 
Otakar Brousek ml. – Špitálník 
Jan Schánilec – Reynald 
Luděk Čtvrtlík – Guy de Lusignan 
Antonín Navrátil – král Baldwin 
Vladimír Čech – Saladin 
Martin Kolár – kněz

## Tržby a rozpočet
Království nebeské patří k vysokorozpočtovým snímkům, rozpočet zde činila nadprůměrná částka 130 milionů dolarů a předpokládalo se tedy, že film hodně tvůrcům vydělá.
V Evropě a na blízkém východě vydělal přes 160 milionů dolarů, zato v Americe a v Kanadě činilo tržby pouhých 47 milionů dolarů. Režisér Ridley Scott to přičítal hlavně špatné propagaci. Celkové tržby nakonec činily přes 211 milionů dolarů.

## Natáčení
Většina filmu byla natáčena ve Španělsku, mimo jiné poblíž hradu Loarre u Pyrenejí. Jeruzalém byl postaven v Seville, kde se točilo i obléhání Království nebeského – filmování trvalo celých 21 dní a bylo pro něj postaveno okolo 20 obléhacích věží a na stavbu zdejší citadely bylo využito 6000 tun sádry.
Poté se filmový štáb přesunul do Maroka, kde si po dohodě se zdejším králem Mohamedem VI. najali filmaři asi 1500 marockých vojáků. Natáčení zde probíhalo dobře, dokud na veřejnost nepronikla informace o tom, že v jedné scéně šlape Křižák po Koránu a začaly se ozývat výhrůžky. V té době také proběhlo v okolí několik teroristických útoků, takže dostal štáb vojenskou ochranu.
Na celý film bylo využito přes 14 tisíc kostýmů z Turecka a Thajska a bylo vytvořeno přes 800 vizuálních efektů. Zbraně a zbroj vyrobila pro film společnost WETA, která spolupracovala i s tvůrci trilogie Pán prstenů. Na natáčení se sešli kaskadéři z 13 zemí, nejvíce jich přišlo ze Slovenska – celkem 16.

## Historická předloha
Více informací najdete v článku Bitva u Hattínu.
Film Království nebeské popisuje události krátce před a v roce 1187, kdy proběhla na podzim bitva u Hattínu, v podstatě rozhodující střet mezi muslimskými Saracény a křesťanskými rytíři o území Jeruzalému, který je pro obě náboženství důležitým místem.
V roce 1185 zemřel král Baldwin na lepru a vlády se ujal Guy de Lusignan, který rozpoutal boje u Království nebeského a netrvalo dlouho a nastala bitva. Tento boj vyhrál Saladin a obránci museli město opustit, jak vyjednal se Saladinem jeden z králových šlechticů, Balian z Ibelinu.
Kvůli této bitvě byla uspořádána třetí křížová výprava, kterou vedl anglický král Richard Lví srdce. Po ní byla uzavřena dohoda mezi Saladinem a Richardem, ve které je řečeno, že do Jeruzaléma mohou přicházet křesťanští poutníci, a tak nastal relativní mír.

## Historické nepřesnosti
1. Film byl natáčen zejména v pouštích Maroka, ty se však výrazně odlišují od travnatých krajin Palestiny.
2. Většina hlavních postav je vytvořena podle skutečných historických osob. Mezi fiktivní patří například Balianův otec „Godfreye z Ibelinu“ či jeruzalémský správce „Tiberius“.
3. Balian z Ibelinu nebyl prostý kovář z francouzského venkova, ale ve skutečnosti to byl významný jeruzalémský šlechtic a jeho rod patřil mezi nejproslulejší v celém království. Byl nejmladším ze tří synů Barisana z Ibelinu, měl dva bratry Huga a Balduina. Jeho otec, rytíř z Jaffy, byl odměněn panstvím Ibelin po revoltě Huga II. Le Puiseta. Křížové výpravy by se nemohl účastnit pouhý kovář – mohli se jich účastnit pouze urození, pokud možno rytíři a jim podřízení bojovníci.
4. Godfrey i s Balianem se vydávají na výpravu do Zámoří a z Francie dojdou pěšky až do Messiny, ale do té se po souši dostat nelze, nachází se totiž na Sicílii. Obyčejně by se francouzští křižáci do tak dalekého města vůbec nevydávali, spíše by využili přístavy v Marseille nebo Benátkách, které jsou mnohem blíže.
5. „Jeruzalémský správce Tiberius“ je patrně zkomolená postava odvozená od tripolského hraběte Raimonda III. z Tripolisu, který ve filmu chybí a se kterým postava Tiberiase shoduje svým postavením, vlastnostmi i rozvážnou a zdrženlivou povahou. Jméno Tiberia je pak zřejmě zkomolenina od názvu města Tiberias, které leželo na území Raimondova hrabství Tripolis, které bylo Saladinovým vojskem obléháno před bitvou u Hattínu. Hrabě Raimond byl významná a velmi výrazná historická osobnost tehdejší doby, významně působil na politiku v království a je tedy zřejmé, že ve filmu ho nahradila podobná, leč zcela fiktivní, postava „jeruzalémského správce“. Že je jméno Tiberius zcela neobvyklé na tehdejší dobu nasvědčuje i jeho původ a etymologie – je to jméno latinské, je odvozené od římské řeky Tibery a obvykle užívané u starověkých Římanů, jméno nosil také známý římský císař Tiberius Claudius Nero.
6. Princezna Sibyla nosí ve filmu bohatě zdobené orientální šaty. Ve skutečnosti byli křižáci nejčastěji původem Frankové a v Jeruzalémském království nosili evropské oblečení západního stylu. Orientální móda byla určena výhradně pouze pro místní obyvatele, jako byli muslimové, Židé či východní křesťané, ti naopak nemohli nosit západní šaty. Díky tomu se franská nobilita mohla viditelně odlišovat od zbytku obyvatelstva.
7. „Hrad Kerak“ nebyl nikdy v držení templářského řádu. Hrad se ve skutečnosti jmenoval Krak des Moabites. Kerak je název zdejšího města, kterému hrad dominuje.
8. Na věžích „hradu Kerak“ vlají prapory sv. Jiří (vlajka Anglie), což není prapor Řádu templářů, Jeruzalémského království ani Zajordánského panství Renauda de Châtillon, spíše se jedná o obecně používanou vlajku křižáků a ta je na Renaudových hradbách vcelku zbytečná.
9. Vojáci a prapory Saladinova vojska mají nejčastěji barvu červenou a zelenou. Ve skutečnosti ajjúbovská vlajka byla žlutá.
10. Evropské jedenapůlruční meče, které se uchopují do obou rukou, se v Evropě objevují teprve od 14. století, čili výrazně později, než je období druhé křížové výpravy, ve kterém se film odehrává.
11. Křižáci nenosili bílý oděv s červeným křížem, ale spíše nosili heraldické znamení svého rodu, prostí bojovníci pak erb svého pána, který mohl být křížem dodatečně doplněn dvěma pruhy červené látky. Samotný červený kříž je připisován křižákům z první výpravy, nicméně kombinaci bílého podkladu s červeným křížem nenosili ani pěší templáři. Ti byli většinou prostého původu a proto nosívali černý oděv s červeným křížem. Bílý oděv byl vyhrazen pouze templářským rytířům, kteří nechodívali pěšky, ale bojovali jako ostatní rytíři ze sedla, nicméně ve filmu se tato barevná kombinace bílého oděvu s červeným křížem objevuje mnohokrát i u pěchoty jeruzalémské armády.
12. Před hradem Kerak se střetly dvě mohutné armády – křižácká a muslimská. Filmaři u obou vojsk použili až příliš vysoký počet vlajek, který není reálný, počet vlajkonošů by přesáhl počet bojeschopných bojovníků. Mimoto každá vlajka byla na bitevním poli transparentním znamením každého oddílu, které symbolizovalo jeho přítomnost na bojišti, nejednalo se tedy jen o pouhou dekoraci, obyčejně se pěchota pohybovala v souladu s pohybem vlajkonoše. Když byl vlajkonoš náhodou zabit nebo byla jeho zástava odcizena, obvykle se vojenský oddíl rozpadl. Každý vojenský oddíl tedy disponoval pouze jednou hlavní vlajkou a pokud padla do rukou nepřítele, ten ji považoval za významnou trofej. Řád templářů proto měl pro bitvu pevně stanovená pravidla a předpisy – například vlajkonoš musel nehybně stát, nesměl se zúčastnit boje a nesměl ani prapor použít ke své obraně, bojovníci ho museli za každou cenu bránit a pokud vlajkonoš padl či byl prapor odcizen nepřítelem, tak se zbylí templáři měli podle svých pravidel okamžitě přesunout k oddílu Řádu johanitů. Pokud byl i johanitský oddíl poražen a neměl již svou zástavu vztyčenou, pak se měli přeživší templáři přesunout do kteréhokoli jiného a pokračovat v boji v souladu s oddílem, do kterého se přesunuli. Obrovské množství vlajek a praporů ve filmu však tyto taktické manévry předem znemožňují.
13. Renaud de Châtillon a budoucí král Guy de Lusignan jsou ve filmu ztvárněni jako templáři. Ve skutečnosti ani jeden z nich templářem nikdy nebyl.
14. Guy de Lusignan ani templáři se Renaudova nájezdu na obchodní karavanu neúčastnili.
15. Poté, co si Balian odmítl Sybilu vzít, rozjímá ve stínu kdesi v poušti. Tam je posléze napaden komandem „templářů“ s černými kříži. Tento druh kříže v kombinaci s černou barvou templáři nikdy nepoužívali, svým vzhledem tak trochu vzdáleně připomínají spíše německé rytíře, avšak tento rytířský řád vznikl až později.
16. Některé události jsou ve filmu časově zpřeházené. Po osvobození Renauda z vězení propukne další násilí ze strany křižáků, Renaud se s templáři setkává se Saladinovou sestrou, následně v další scéně Saladinův posel spěchá do Jeruzaléma, kde požaduje její mrtvé tělo včetně okamžité kapitulace Jeruzaléma. To budí celkově dojem, že Renaud Saladinovu sestru zavraždil a Saladin oprávněně požaduje kapitulaci s výhrůžkou války. Ve skutečnosti však Saladinova sestra byla Renaudem pouze zajata. Skutečnou Saladinovou záminkou k napadnutí království tak bylo pouze odcizení zboží z karavany, nicméně Saladina také dráždila výstavba nového strategicky důležitého hradu u Jákobova brodu, protože by mohl pozdější invazi zkomplikovat.
17. Templáři jsou ve filmu ztvárněni jako náboženští fanatici lační po válce, naopak johanité (hospitalité) jako jejich umírněnější rivalové. Oba řády si po dobu křížových výprav konkurovaly a někdy jejich soupeření přerostlo v otevřené nepřátelství, nicméně nikdy nebylo potvrzeno, že by se řády nějak myšlenkově rozcházely. Mnohými významnými historiky bylo naopak dokázáno, že templáři byli v mezinárodních vztazích vůči muslimským sousedům rozvážnější a opatrnější, než jak to filmaři zpodobnili. V pozdějších dobách byli dokonce templáři někdy podezříváni z toho, že jsou s muslimy tajně spolčeni. To vyvrcholilo v samotném templářském procesu, kde byl řád obviněn z tajného uctívání Bafometa (zkomolenina Machometa = proroka Mohameda).
18. Ve filmu je naznačena bitva v poušti, která skončí absolutní porážkou křižáků, jedná se o historickou bitvu u Hattínu. K bitvě dojde, jakmile se Guy de Lusignan a křižáci lační boje chtějí vydat za Saladinem, kvůli tomu jsou ochotni vydat se na riskantní tažení do pouště. Ve skutečnosti křižáci spěchali přes poušť pomoct obleženému městu Tiberias, které bylo obleženo Saladinovým vojskem a které bránila proti početní převaze pouhá hrstka tripolské posádky, obrany města se ujala sama Raimondova manželka. Křižáci proto zvolili riskantní pochod pouští, aby k městu mohli dorazit včas. Saladinovo mohutné vojsko však stačilo nejen město dobýt, vyplenit a mnoho civilních obyvatel povraždit, ale ještě navíc se stačilo postavit postupující armádě a uštědřit vyčerpaným křižákům drtivou porážku v bitvě u Hattínu. Křižáci měli nedostatek vody a Saladin je navíc oslabil tím, že rozkázal zapálit pouštní porost. V kouří z požáru nemohli křižáci dýchat.
19. Ve filmu během bitvy u Hattínu zůstává Balian v Jeruzalémě, protože se odmítá účastnit malicherné výpravy Guye z Lusignanu za Saladinem do pouště. Ve skutečnosti Balian v Jeruzalémě nezůstal a tažení se osobně zúčastnil, dokonce byl i v bitvě u Hattínu a po celou dobu velel zadnímu voji jeruzalémské armády.
20. Tvůrci filmu vynechali nejen průběh bitvy u Hattínu, ale i hromadnou popravu křižáckých zajatců (zejména zajatých templářů a johanitů), kterým Saladin rozkázal setnout hlavy, protože odmítli přijmout islám. Zajatci byli svlečeni do naha, svázáni jedním provazem a dovedeni k Saladinově stanu, kde jim bylo nabídnuto „buď islám a nebo smrt“. Údajně všichni (nebo převážná část zajatců) zvolili smrt.
21. Kapitulující Balian se schází se Saladinem před Jeruzalémem. Tam Balian sultánovi pohrozil, že nechá zničit celé město i se všemi jeho posvátnými místy, protože mnoho lidí dovádí k šílenství. Ve skutečnosti však Balian sultánovi vyhrožoval, že ve městě nechá zničit pouze muslimské památky a svatá místa, proto Saladin obráncům dovolil opustit město.
22. Balian Saladinovi odpověděl, že „křižáci všechny obyvatele uvnitř města zmasakrovali" a Saladin mu odvětí „Já nejsem jako oni, já jsem Saladin“. To se však ale rozchází se skutečností, protože masakry obyvatel ve městě Tiberias rozkázal sám Saladin, který se chtěl pomstít křesťanům za údajné vraždění prvních křižáků. Genocida v Tiberiadě byla natolik rozsáhlá, že Tiberias přestalo být městem. Křižáci si byli tohoto ohrožení vědomi natolik, že se raději rozhodli pro pochod pouští. Film tedy není neutrální a interpretuje děj ve prospěch muslimů.
23. Saladin ve skutečnosti nenechal křesťany opustit Jeruzalém zadarmo, žádal po všech výkupné a ty, kteří nemohli zaplatit, odvlekl do otroctví (nicméně úmyslně nastavil velice nízké výkupné, takže většina křesťanů se mohla vykoupit).
24. Král Balduin zemřel na lepru v roce 1185 ve věku 24 let, což bylo rok před událostmi Království nebeského, ve filmu by se tedy neměl vyskytovat.
25. Balian z Ibelinu nikdy ve Francii nežil a ani po ztrátě Jeruzaléma do Francie neodcestoval, ale naopak se dále účastnil křižáckých válek proti muslimům.
26. Sibyla v samém závěru filmu odcestovala z dobytého Jeruzaléma společně s Balianem do Francie, ve skutečnosti však zůstala v Jeruzalémském království, kde také zemřela.
27. Tiberius nestál o to, aby se Guy stal jeruzalémským králem a po porážce u Hattínu raději prchá na ostrov Kypr, přestože křižácká území podél pobřeží vytrvala i po pádu Jeruzaléma, jehož centrum se přesunulo do města Acre. Paradoxně filmový Tiberius si však útěkem na Kypr moc nepolepšil, protože později se Guy stal prvním králem Kyperského království.

## Zajímavosti

### Hudba
- Hudbu k filmu měl původně skládat jiný tvůrce filmové hudby – Hans Zimmer – nakonec se ale filmaři rozhodli pro Harryho Gregsona-Williamse. Přesto v snímku zazní po smrti krále Baldwina Zimmerova skladba Vide cor mela, která byla původně určena pro jiný film Ridleyho Scotta – Hannibal z roku 2001.
- Za hudbu Harryho Gregsona-Williamse získal film nominaci na cenu Satellite Award za rok 2005.

### Filmový štáb
- Herečka Eva Greenová byla na roli Sybilly vybrána pouhý týden před začátkem natáčení.
- Pro roli Baliana z Ibelinu byli původně zvažováni jiní herci, mezi nimi například Paul Bettany, Goran Visnjic nebo Russell Crowe, který ztvárnil hlavní roli v oscarovém velkofilmu Gladiátor od režiséra Scotta. Orlando Bloom se o castingu pro film dozvěděl pár hodin před jeho začátkem, přesto se dokázal přes noc naučit scénář a roli získal.
- Orlando Bloom musel pro natáčení přibrat okolo 10 kilogramů, aby vypadal silněji, a také podstoupit čtyřměsíční trénink.
- Režisér Ridley Scott využil pro film i záběry písečné bouře, která na krátký čas přerušila natáčení.
- Scénář měl 260 stránek, což je i na několikahodinový film mnoho.
- Tímto filmem debutoval scenárista Monahan.

### Ostatní
- Film má 3 možné konce. Ten první je, že po odchodu z Jeruzaléma hledá Balian Sybillu v davu odcházejících, ale nenalezne ji a odjíždí. Ve druhém ji nalezne a oba ruku v ruce odejdou a ve třetím dokonce odjedou oba do Francie k Balianovi domů.